# Meiglyptes tukki
El pito tukki (Meiglyptes tukki) es una especie de ave piciforme de la familia Picidae (carpinteros) que vive en el Sudeste Asiático.

## Distribución y hábitat
Se encuentra en Brunéi, Indonesia, Malasia, Birmania, Singapur y Tailandia. Su hábitat natural son las selvas tropicales de tierras bajas y los pantanos tropicales. Está amenazada por la pérdida de su hábitat.